# Гремячево (Мордовия)
Гремя́чево — деревня в Атюрьевском районе Республики Мордовия. Входит в состав Новочадовского сельского поселения.

## История
В «Списке населённых мест Пензенской губернии за 1869» Гремячев казенная деревня из 21 двора входящая в состав Краснослободского уезда.

## Население
| 2002 | 2010 |
| ---- | ---- |
| 3    | ↘0   |

Национальный состав
Согласно результатам Всероссийской переписи населения 2002 года, в национальной структуре населения мордва — 100 %.